# Beedikere, Dod Ballapur
Beedikere là một làng thuộc tehsil Dod Ballapur, huyện Bangalore Rural, bang Karnataka, Ấn Độ.